# Temple Tower
Temple Tower is een Amerikaanse pre-Code misdaadfilm uit 1930 onder regie van Donald Gallaher, met in de hoofdrollen Kenneth MacKenna, Marceline Day en Peter Gawthorne. Het verhaal draait rond de Britse avonturier Bulldog Drummond en is gebaseerd op de gelijknamige roman uit 1929 van H.C. McNeile. Destijds werd de film in Nederland uitgebracht onder de titel Het geheimzinnige masker.

## Verhaal
Bulldog Drummond ontdekt dat een bende dieven opereert vanuit een huis in zijn deel van de stad en hij besluit ze te klissen. Onder leiding van Blackton hebben ze hun eerdere kompanen verraden, waarvan er één bekendstaat als De Gemaskerde Wurger. Patricia Verney gaat aan de slag als secretaresse van Blackton, die haar oom vermoordde en hem beroofde van zijn smaragden. Hoewel Blackton er alles aan doet om de juwelen te beschermen, ontmaskeren Drummond en zijn mannen van Scotland Yard de wurger en brengen de criminelen voor het gerecht.

## Rolverdeling
| Acteur            | Personage               |
| ----------------- | ----------------------- |
| Kenneth MacKenna  | Hugh "Bulldog" Drummond |
| Marceline Day     | Patricia Verney         |
| Henry B. Walthall | Blackton                |
| Cyril Chadwick    | Peter Darrell           |
| Peter Gawthorne   | Marrhews                |
| Ivan Linow        | Gaspard                 |
| Frank Lanning     | The Nightingale         |
| Yorke Sherwood    | Constable Muggins       |